# Edmond Dosti
Edmond Dosti (né le 5 février 1969 à Tirana en Albanie) est un footballeur international albanais qui jouait au poste d'attaquant.

## Biographie
Il joue en tant qu'attaquant en Albanie dans les clubs du Partizani Tirana ainsi qu'en Slovénie à l'Olimpija Ljubljana.
Il est le meilleur buteur du championnat albanais lors de la saison 1992-1993 avec 21 buts, alors qu'il joue au Partizani Tirana.
Il est membre de l'équipe d'Albanie de football entre 1991 et 1995 avec au total quatre matchs joués, à chaque fois remplaçant. 
Actuellement, il vit à Klagenfurt en Autriche et est propriétaire d'un restaurant, le « Ciao Ciao »[réf. nécessaire].